# Alastair Gordon (6e marquis d'Aberdeen et Temair)
Alastair Ninian John Gordon, 6e marquis d'Aberdeen et Temair (20 juillet 1920 - 19 août 2002) est un artiste botanique et critique d'art britannique qui accède à une pairie à la fin de sa vie.

## Jeunesse et Seconde Guerre mondiale
Gordon est le plus jeune de cinq enfants et le quatrième fils de Dudley Gordon. Il grandit dans le Kent et fréquente Harrow School avant d'entrer à la Gray's School of Art. Officier dans les Scots Guards en 1939, il sert au Moyen-Orient et en Afrique du Nord avant d'être renvoyé en Syrie après qu'un garde irlandais lui ait accidentellement tiré une balle dans l'épaule. De retour au service actif, il combat en Italie et en Europe du Nord-Ouest avant d'être démobilisé comme capitaine d'état-major en 1946. Après avoir quitté le service, lui et son collègue vétéran et noble Earl Haig s'inscrivent au Camberwell College of Arts.

## Carrière d'artiste
C'est à Camberwell que Gordon commence à se spécialiser dans les peintures botaniques. Plusieurs expositions de son art ont lieu à Londres, New York, Chicago et Sydney. Gordon est également membre de l'Association internationale des critiques d'art et correspondant d'art moderne pour le magazine Connoisseur dans les années 1960. C'est à cette époque (1965) que son père hérite du marquisat et Alastair devient Lord Alastair Gordon.
Gordon s'installe à Ashampstead, dans le Berkshire, loin de sa maison ancestrale à Haddo, ce qui lui permet de profiter de la compagnie d'une société artistique plutôt que country. Outre son art, il est également chanteur amateur dans le Chœur Bach.
Héritier du marquisat après la mort de son frère en 1984, il siège comme crossbencher à la Chambre des lords. Il n'assiste aux séance qu'avec parcimonie pour parler de sujets qui l'intéressent. Au cours de sa dernière année de vie, il écrit fréquemment des lettres et des chroniques sur la critique d'art et d'autres sujets pour les journaux. Cependant, il est surtout connu pour ses magazines et autres articles décrivant ses expériences dans les bordels de Knightsbridge et de Beyrouth, une activité considérée par sa femme avec un "amusement tolérant".

## Vie privée
En 1950, il épouse la sculptrice de céramique Anne Barry, fille du lieutenant-colonel Black Watch Gerald Barry, de Great Witchingham, Norfolk, autrefois secrétaire militaire adjoint de l'armée de l'Est de l'Inde, et de Margaret, fille de Jacob Pleydell-Bouverie (6e comte de Radnor).
Ils ont deux filles et un fils :
- Emma Cecile Gordon (née le 26 mai 1953), épouse le Dr Rodney Foale et se remarie à John Dewe Mathews[4],[5]
- Alexander George Gordon, 7e marquis d'Aberdeen et Temair (31 mars 1955 - 12 mars 2020)
- Sophia Katherine Gordon (20 juillet 1960 - 28 décembre 2005)